# Bariton
Bariton ali tudi prvi bas je eden izmed treh moških pevskih glasov in je po legi na sredini, med tenorjem in basom. V splošnem ima razpon od spodnjega Av pa do zgornjega f1. V zborovskem petju je označen kot prvi bas. Tenorbariton se nagiba k tenorju, basbariton pa k basu.
Razlikujejo se naslednji baritoni:
- Baryton-martin - najbolj visok bariton glas.
- Lirični bariton - visok, lahek in gibljiv glas (na primer: Seviljski brivec)
- Kavalirski (???) bariton - dobra povezava, nosilna srednja lega (na primer Car)
- Junaški bariton - težak, močan glas z dobrimi globokimi toni (na primer: Scarpia v Tosci.

## Znani baritoni
- Mattia Battistini
- Renato Bruson
- Piero Cappuccilli
- José van Dam
- Dietrich Fischer-Dieskau
- Christian Gerhaher
- Tito Gobbi
- Matthias Goerne
- Hans Hotter
- George London
- Robert Merrill
- Leo Nucci
- Hermann Prey
- Thomas Quasthoff
- Samuel Ramey
- Titta Ruffo
- Heinrich Schlusnus
- Friedrich Schorr
- Gerard Souzay
- Giuseppe Taddei
- Eberhard Waechter
- Leonard Warren
- Bernd Weikl